# Ivanec Bistranski
Ivanec Bistranski je naseljeno mjesto u Republici Hrvatskoj u sastavu Grada Zaprešića. Pripada Zagrebačkoj županiji.

## Zemljopis
Administrativno je u sastavu grada Zaprešića. Naselje se proteže na površini od 6,65 km². 

## Stanovništvo
Prema popisu stanovništva iz 2001. godine Ivanec Bistranski ima 932 stanovnika koji žive u 296 kućanstava. Gustoća naseljenosti tada je iznosila 140,15 st./km². Prema popisu stanovništva iz 2011. godine ima 937 stanovnika.
| broj stanovnika | 323   | 313   | 355   | 398   | 439   | 465   | 461   | 599   | 590   | 597   | 584   | 593   | 716   | 823   | 932   | 937   | 887   |
|                 | 1857. | 1869. | 1880. | 1890. | 1900. | 1910. | 1921. | 1931. | 1948. | 1953. | 1961. | 1971. | 1981. | 1991. | 2001. | 2011. | 2021. |